# ケビン・アッシュマン
ケビン・C・アッシュマン（Kevin C. Ashman、1959年11月2日-  ）はイギリスのクイズプレーヤー。しばしば世界で最も偉大なクイズプレーヤーの1人と考えられており、2002年よりプロのプレーヤーとなり、2003年よりEggheadに出演している。参加したトップレベルのクイズトーナメントの大半で優勝しており、その中には世界選手権や欧州選手権も含まれる。

## 若齢期
ハンプシャーのウィンチェスター出身。St Bedeの小学校とPeter Symonds Grammar School/Collegeに通っていた。その後サウサンプトン大学で近代史の学士を取得し卒業した。文化・メディア・スポーツ省で公務員として働いていた20代半ばに科学の知識を向上させることを決心し、クイズに興味を持った。

## 経歴
テレビクイズでの最初の大きな成功は1989年のシリーズ3で優勝したFifteen to Oneであり、1999年に過去の優勝者の間で行われたMillennium Editionでも優勝している。1995年にはMastermindで優勝した。このとき予選でパスなしで獲得した41点は現在までレコード記録となっている。彼のその時の専門主題はマーティン・ルーサー・キング・ジュニアの生涯と業績であった。主題がズールー戦争の決勝で勝った後チャンピオンとなり、2006年に若手選手を奨励するジュニアバージョンのファイナルに出場し、そこでもファイナルの主題としてズールー戦争を選択した。翌年、Brain of Britainで優勝した。このとき準決勝で獲得した38点は歴代最高の個人スコアである。その後Brain of Brains（過去3年間のBrains of Britainで競われる）とTop Brain（3人のBrain of Brainsで9年ごとに行われる）でも優勝した。Mastermind と Brain of Britainの優勝者と準優勝者が出場できるラジオのクイズ番組Master Brainでも2度優勝している。
Sale of the Century、Screen Test、Quiz Night、Trivial Pursuit、The Great British Quizでも優勝している。

## プロとして

### Brain of Britainの問題セッターとして
2002年から2006年の間にBBCのラジオ4のクイズ番組Brain of Britainにおいて、Jorkinsというペンネーム（デイヴィッド・コパフィールドに由来）で問題セッターと決定者を務めた。Mycroftのペンネームで務めたイアン・ギリーズの死後にその役に指名されたものである。マンチェスターへ移る際にその役を退いた。

### Eggheads
2003年よりイギリスのクイズ番組Eggheadsに他のクイズのチャンピオンたちとチームを組み参加している。そこでは一般人が彼らと賞金をかけて競っている。EggheadのチームメイトとともにEggheadチームのさらなるメンバーを見つけ出すための競技会Are You an Egghead?にも参加し、そこでは2008年にBarry Simmonsが、2009年のセカンドシリーズではパット・ギブソンが追加メンバーとなっている。10年間にわたり歴史カテゴリの問題は間違えたことがなかったが、2014年1月6日に初めて間違えるということが起きた。

## 国内・国外のクイズチャンピオンシップ
現在世界ランキング1位である。イギリス、ヨーロッパ、世界の選手権で1位を17回、2位を13回、3位を3回獲得しており、10度イングランドチームの選手となり7勝3敗の成績を残した。他の多くのトーナメントにも出場し、英国クイズチャンピオンシップでも7度優勝経験がある。2004年には新たに作られた国際クイズ協会(IQA)が主催するWorld Quizzing Championshipsの個人部門で優勝し、ベルギーのヘントで同団体により開催されたEuropean Quizzing Championshipsの個人・団体の両方で優勝した。2005年7月には再びWorld Quizzing Championで優勝した。このタイトルを2年連続で保持した最初の人物であり、2位はアイルランドのパット・ギブソン、3位はベルギーのNico Pattynであった。2005年11月、エストニアのタリンで開催されたEuropean Quizzing Championshipsで個人タイトルを防衛した。この大会でイングランドのチームのキャプテンを務めたが、決勝でベルギーに負けた。2006年7月にWorld Quizzing Championshipsの三連覇を達成し、12月にはパリ近郊で開催されたEuropean Quizzing Championshipsでも優勝した。Milhous Warriorsというチームで出場しタイトルを得たが、イギリスのクイズチームは再びベルギーに敗れた。2007年にパット・ギブソンに僅差で敗れ世界タイトルを失った（ギブソンは4年にわたり2位につけていた）。ヨーロッパでのタイトルもベルギーのニコ・パティンに敗れ失ったが、ブラックプールで行われた団体決勝でイギリス代表チームとしてベルギーにリベンジを果たした。2008年オスロで行われた大会では団体では2位となったが、個人タイトルは取り戻すことに成功した。2009年には世界タイトルを再び獲得し、初の4度の優勝者となった。2009年の英国チャンピオンシップではタイブレークでのポイントで2008年の世界チャンピオンMark Bythewayに僅差で敗れた。

## 国内競技・クイズリーグ
3つのメインチームを持っている（Eggheadsのチームを除く）。QLLではAllsortsで元Mastermind優勝者のGavin Fullerと組んでおり、多くの場面でリーグを優勝している。Peter Byfordの主催するWinchester Quiz LeagueではKing Alfredで競い、国際大会ではMilhous Warriorsで出場している。メンバーのほとんどがイングランドのスウィンドンに拠点を置くQuizzing.co.ukが開催する大会の団体部門でしばしば勝利を収め、2004年にオールド・トラッフォードフットボールスタジアムで、2005年にシルバーストーンで開催されたWorld Quizzing Championshipのイギリスでの各年の1大会で国内チャンピオンとなった。2006年、パリで行われたEuropean Team Championshipでイギリスのチームとして初優勝した。2008年には、Clubs and Institutes (CIU) のIDCフリークライムが後援した国内選手権の決勝で優勝した。

## 私生活
旅行を頻繁にしており、現在はハンプシャーのウィンチェスターに住んでいる。2009年10月5日のEggheadsにおいて、トッテナム・ホットスパーのサポーターであることが明らかとなった。フォークミュージックにも関心があり、劇場にも足しげく通っている。2008年1月12日のWho Wants to be a Millionaire?でPeter KayとPaddy McGuinnessのテレフォンの相手となった。2016年10月に運転できないことを明かした。過去には2台の車を獲得したことがあるが、どちらも売却している。